# نیلی آدامز
نیلی آدامز (انگلیسی: Neile Adams؛ زادهٔ ۱۹۳۲ (۹۲–۹۳ سال)) بازیگر اهل فیلیپین است.
از فیلم‌ها یا برنامه‌های تلویزیونی که وی در آن نقش داشته‌است می‌توان به فازی، ممکن بود آن شب باشد اشاره کرد.